# Мельничук Ярослав Степанович
Ярослав Степанович Мельничук (2 вересня 1930; с. Гаї-Дітковецькі, Бродський повіт, Тернопільське воєводство, Польська Республіка — 26 квітня 1986, м. Івано-Франківськ) — український радянський науковець, історик, провідний спеціаліст з історії Польщі другої половини XVII століття. Завідувач кафедри загальної історії Івано-Франківського педагогічного інституту імені Василя Стефаника під час хвороби професора Юхима Патлажана. Друкувався в академічних виданнях СРСР та УРСР.

## Життєпис
Народився 2 вересня 1930 року у селі Гаї-Дітковецькі на Брідщині (нині село Золочівського району, Львівської області).
У 1950 році закінчив Бродівську СШ, а 1955 року — історичний факультет Львівського державного університету імені Івана Франка, згодом аспірантуру на кафедрі історії південних і
західних слов'ян цього ж вишу.
У 1960 році захистив кандидатську дисертацію на тему: «Аграрные отношения в Саноцкой земле во второй половине XVII века» (науковий керівник Похилевич Дмитро Леонідович). Від 1965 року доцент.
У 1958—1959 роках працював викладачем кафедри історії нового часу Львівського державного університеті імені Івана Франка, у 1959 році — науковим працівником Центрального державного історичного архіву УРСР у м. Львові, у 1959–1960 роках — науковим працівником Львівського історичного музею, у 1960—1968 роках — старшим викладачем, від 1968 року — доцентом кафедри загальної історії Івано-Франківського педагогічного інституту імені Василя Стефаника. Основна тема досліджень — історія слов'ян.
Виконував обов'язки завідувача кафедри під час хвороби та  лікування професора Юхима Патлажана. У 1962—1963 роках голова профкому вишу. У 1982 році вийшов на пенсію.
Помер 26 квітня 1986 року в Івано-Франківську. Похований на міському цвинтарі у селі Чукалівка (нині — Івано-Франківської міської громади).

## Вибрані праці
- Я. Мельничук, М. Комашинский. Польша в экономической политике Версаля (1661-1715) // Советское славяноведение. — 1970. — № 6. — С. 101—102.
- Я. Мельничук. Иван Франко о революционных событиях 1848-1849 годов в славянских землях Австрийской империи // Советское славяноведение. — 1974. — № 2. — С. 70—74.

## Нагороди
За значний внесок у дослідження історії Польщі другої половини XVII століття Ярослава Степановича внесли до біобібліографічного слованика-довідника «Историки-славісти СРСР».